# Hans Heinrich Hürlimann
Hans Heinrich Hürlimann (Richterswil, 6 settembre 1806 – Richterswil, 28 febbraio 1875) è stato un imprenditore e politico svizzero.

## Biografia
Figlio di Johannes Hürlimann, nel 1833 sposò Anna Katharina Zürcher, figlia di Hans Jakob Zürcher, di Teufen. Dopo la scuola primaria a Richterswil, prese lezioni private a Wädenswil, compì un tirocinio commerciale a Milano e studiò chimica dei coloranti a Parigi. Insieme ai suoi fratelli fu proprietario di varie filande e altre imprese di stamperia e di tintoria. Fu membro del Gran Consiglio zurighese dal 1847 al 1869 e del Consiglio nazionale dal 1848 al 1851. Fece parte del consiglio di amministrazione della Bank in Zürich dal 1862 al 1874 e fu tra i promotori del Credito svizzero. Inizialmente di orientamento radicale, in seguito aderì al partito liberale e difese le posizioni di Alfred Escher.